# Maxie
Maxie è un film del 1985 diretto da Paul Aaron.

## Trama
Jan e Nick – lei segretaria di un vescovo di San Francisco e lui bibliotecario – si sono da poco trasferiti in un pittoresco appartamento in cui aveva vissuto una Flapper degli anni Trenta: la cantante-ballerina, nonché aspirante attrice, Maxie Malone, morta prematuramente a seguito di un incidente automobilistico. Dopo aver trovato un messaggio sotto i vari strati della carta da parati firmato dall'antica abitatrice, ascoltato il racconto della vicina di casa amica della defunta (l'anziana insegnante di ballo Trudy) e visionato il videotape dell'unico film muto in cui Maxie appare come comparsa, l'ologramma della donna si materializza al cospetto di Nick, esprimendo il desiderio di cimentarsi ancora una volta nella recitazione e mettere alla prova il suo talento. Lo spirito trova perciò il modo di entrare e uscire dal corpo di Jan, travolgendo Nick con tutta la sua esuberanza, ma portando anche scompiglio nella coppia.

## Riconoscimenti
- 1986 - Golden Globe
  - Nomination Migliore attrice in un film commedia o musicale a Glenn Close

## Curiosità
La donna che si vede nel videotape del film d'epoca, identificata come la defunta Maxie Malone, è in realtà l'attrice Carole Lombard, stella del cinema muto morta trentenne in un incidente aereo.